# 復古會
江右王門學者從嘉靖初年開始，就以書院為基地組織了許多講會，有些講會還一直延續到明代晚期。其中規模最大、影響層面最廣的是「復古會」與「青原會」。

## 發展歷史
安福的「復古會」源自於「惜陰會」，由劉邦采於嘉靖五年(1526)組織， 以每偶數月份的十五日為集會日，每次聚會五天，參與的學者有鄒守益、劉文敏、劉曉、 劉陽、尹一仁、張糊、黃旦、李挺、王釦等人。劉曉曾作〈安福惜陰會志引〉敘其始末： 
我陽明夫子大明聖學，吾邑士從游者殆數十人，四鄉豪傑駿 興起，蓋有未及門而所立卓然者，誠一時之盛也。曉之事夫子也最早，愧無以為諸君子倡，因念生 也異方，不能時往受教，而在鄉也，又勢各有便不能聚一，懼夫離群索居固有因 而怠焉者矣。乃與諸同志立為惜陰會，期以各雙月望日輪，有志者若干人主供應， 擇地之雅勝居焉。互相切磋，務彈厥心，盡五日而散。與會者非有大故，不得輕 免。孔子曰：「學而不講，是吾憂也。」曾子曰：「君子以文會友，以友輔仁。」 而聚友惜陰，尤夫子拳拳之教也。
 當時王守仁在浙江餘姚，聞訊，特作〈惜陰說〉勉勵諸生，強調聖賢之志不能稍有懈怠， 並諭示：
天道之運，無一息之或停;吾心良知之運，亦無一息之或停。良知即天道，謂之 亦則猶二以矣。知良知之運，無一息之或停者，則知惜陰矣，則知致良知矣。
嘉靖六年(1527)，王守仁往廣西思、田平亂，路過廬陵，作「寄安福諸同志」，期勉殷切與惜陰會之持續成長：
諸友始為惜陰之會，當時惟恐只成虛語。邇來乃聞遠近豪傑，聞風而至者以百數， 此可以見良知之同然，而斯道大明之幾，於此亦可以卜之矣。
嘉靖十五年(1536)，由鄒守益倡導，在安福知縣程文德的主持之下，興建了復古書院，復古書院建成以後，鄒守益又倡建復真、連山諸書院，並在安福四鄉組織講會，惜陰會的規模與影響隨之擴大。